# Anselm II. von Lucca
Anselm II. von Lucca (eigentlich Anselmo da Baggio; * 1035 in Mailand; † 18. März 1086 in Mantua) war ein römisch-katholischer Bischof und Heiliger.

## Leben
Er entstammte dem Mailänder Adelshaus da Baggio aus dem gleichnamigen Dorf. Seine Familie gehörte der höheren Gesellschaftsschicht an und einige Mitglieder waren als missi im Reichsdienst. Er war ein Verwandter (vielleicht Neffe) des Luccheser Bischofs Anselms I., der als Alexander II. im Jahr 1061 Papst wurde.
Anselm II. war bereits seit früher Jugend, vermutlich schon im Kindesalter, der Mailänder Kirche zugehörig und wurde in ihrer Domschule ausgebildet. Nach dem Studium in Mailand wurde er Mönch im Kloster Polirone. Nachdem Papst Alexander II. kurz vor seinem Tod 1073 Anselm für die Nachfolge auf den Bischofsstuhl von Lucca designiert hatte, fiel die Bischofserhebung in die erste Phase des Investiturstreits zwischen dem deutschen Hof und dem Papsttum. Erst nach einem Ausgleich Kaisers Heinrich IV. mit dem neuen Papst Gregor VII. erfolgte 1074 seine Investitur durch Heinrich, seine Weihe durch Gregor im Jahr darauf.
Im Februar 1075 verzichtete er aus unbekannten Gründen auf sein Bischofsamt und trat dem Kloster St-Gilles (Rhônemündung) bei. Der Papst verweigerte jedoch die Annahme des Rücktritts und ordnete seine Rückkehr nach Lucca an. Anselm kam dem Veto des Papstes nach und leitete noch im selben Jahr die Kanonikerreform in Lucca ein, deren Misserfolg allerdings im Jahr 1080 mit der Vertreibung durch eigene Kleriker aus der Diözese besiegelt war. In den Jahren 1079 und 1080 nahm er an den Reformsynoden teil.
Sein restliches Leben verbrachte Anselm im Exil und wurde geistlicher Berater der Markgräfin Mathilde von Tuszien. Er war auch ein treuer Verbündeter des Papstes Gregor VII. Dieser entsandte Anselm in besonders problematische Gebiete (päpstlicher Legat in Mailand 1077, Vikariat in der Lombardei 1081). Gregor soll Anselm als einen seiner möglichen Nachfolger als Papst benannt haben.
Anselm hat polemische Werke verfasst und eine Kanones-Sammlung kompiliert, die einfach als seine Collectio canonum bekannt ist.
Im Jahr 1087 wurde er heiliggesprochen.

## Collectio canonum
Die Bedeutung des Werkes Collectio canonum von Anselm II. liegt laut dem Historiker Theo Kölzer in der Auswahl und Systematisierung des überlieferten kirchenrechtlichen Stoffes. Das Werk beschäftigt sich ausgiebig mit der materiellen Zwangsgewalt der Kirche sowie mit der Frage des „gerechten Kriegs“. So kann man ihn hinsichtlich seiner Theorie über einen gerechten Krieg als Vorläufer der Kreuzzüge bezeichnen. Von allen Reformsammlungen erlangte dieses Werk die größte Verbreitung und Bedeutung.

## Werke
- Anselmi episcopi Lucensis collectio canonum una cum collectione minore, ed. Friedrich Thaner, Innsbruck 1915. Digitalisat.
- Liber ad Wibertum
- Epistolae
- Sermo de caritate